# شدووز
شدووز (انگلیسی: The Shadows) یک گروه اینسترومنتال راک بریتانیایی است. آنان در طی سال‌های ۱۹۵۰ تا ۲۰۰۰، ۶۹ ترانه در جدول تک‌ترانه‌های بریتانیا داشته‌اند که ۳۵تا از این تعداد با نام شدووز و ۳۴تا با نام کلیف ریچاردز و شدووز عرضه شده است. گروه یکی از پیشروان موسیقی بیت بریتانیایی محسوب شده و همچنین به عنوان یک گروه اینسترومنتال سرشناس شناخته می‌شود. سبک موسیقی شدووز در طول سال‌ها بسیار تغییر کرده و از پاپ، راک و سرف راک تا موسیقی تحت تاثیر جز را دربرمی‌گیرد.
هنک ماروین و کلیف ریچارد از جمله اعضای این گروه بوده‌اند.